# ラフテレーンクレーン

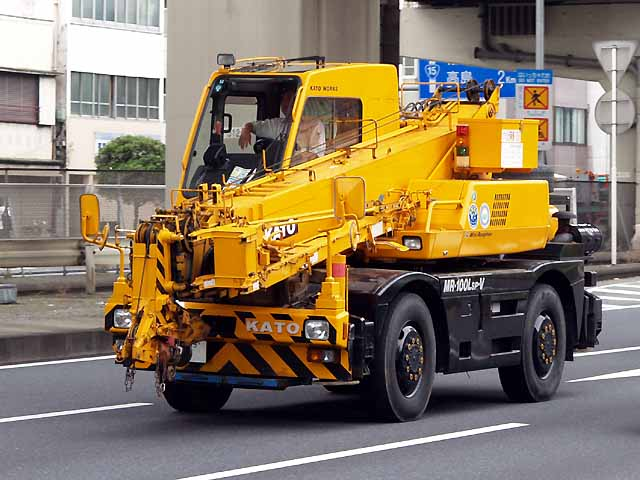
移動中のラフテレーンクレーン

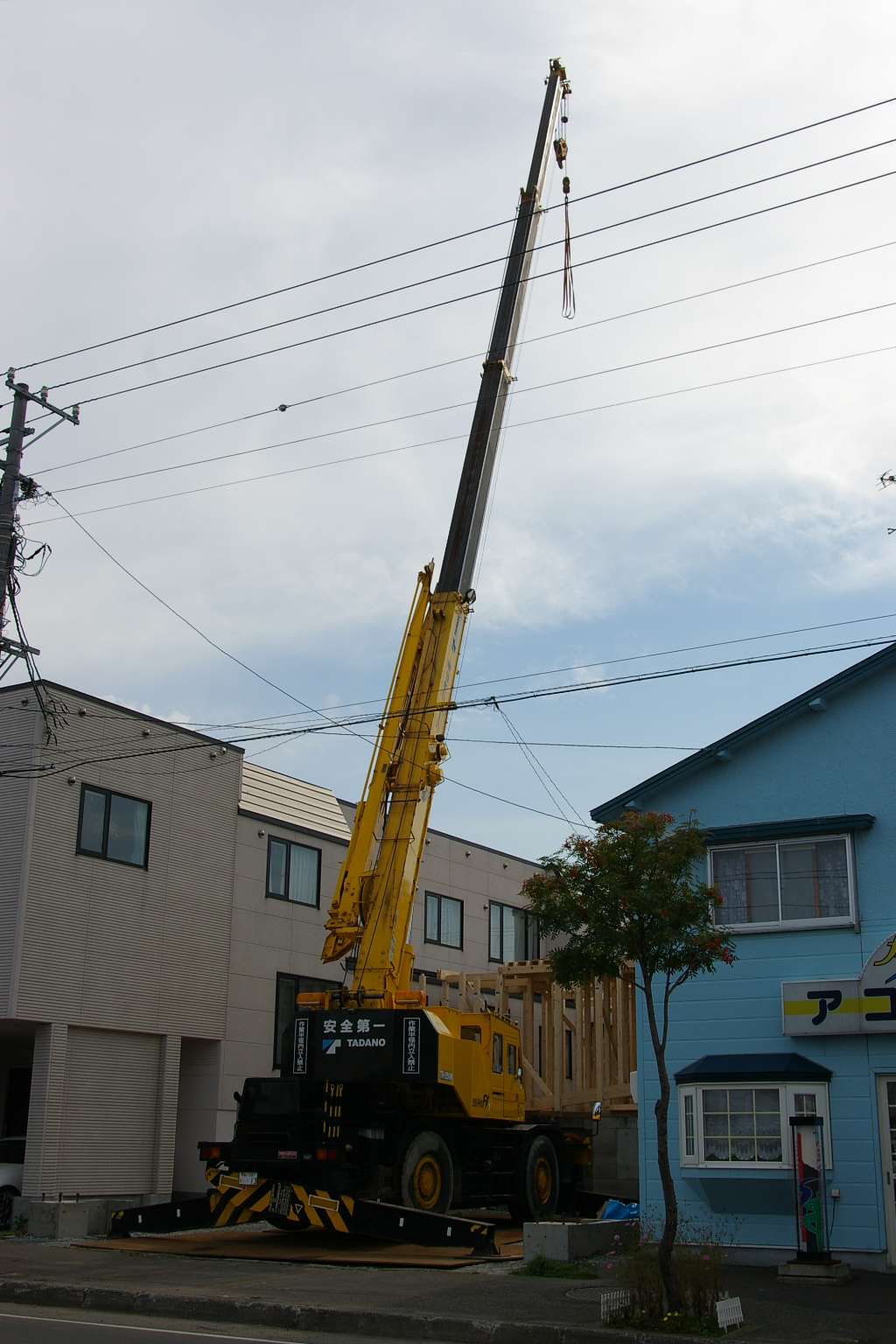
作業中のラフテレーンクレーン

ラフテレーンクレーン (rough terrain crane) は、自走式クレーンの一種で、走行とクレーン操作が1つの運転席で行えることが特徴とし、大型特殊自動車に分類される。タイヤで（高速道以外の）公道を比較的高速で自走できることから、トレーラーに積載しての移動とセッティングの手間が省ける事が最大のメリットであり、かつ、荒れた地形などの不整地も走行することができる。ラフテレーン(rough terrain)は不整地を意味する。

## 歴史
1970年、タダノから日本のメーカー初の15t吊りラフテレーンTRー150が発表される。1989年には、ラフテレーンクレーンの登録台数がトラッククレーンと逆転した。

## 解説
ラフテレーンクレーンはラフタークレーンとも呼ばれており、ホイールクレーンに属している。1つのエンジンを駆動源として走行・旋回・吊り上げなど全ての動作を行ない、走行と操縦を1つの運転台で行なうところはクローラークレーンと似ている。ナンバープレートの分類番号は9（大型特殊自動車）。四輪駆動、四輪操舵システムを装備しているため、悪路や狭路でも走行・作業に対応できる。しかし、走行性能を高くすると強力なブレーキの装着が必要となり急ブレーキをかけるとブームが地面と接触して横転等の危険が高くなるため、ほとんどのメーカーは、最高速度が50km/h（カタログ公表では49km/h）までしか出せないようにしている。そのためエンジンがたいていの場合同程度の重量のトラックよりも小さく（25トン吊りの場合、4トントラック用のエンジンで26トンほど重量のある車両を動かす）結果、車両のコストダウンとなっているが、公道（特に上り坂）を走行すると後方の車線が渋滞することが多い。大型のものは全長（12mまで）や全幅（2.5mまで）、重量（20tまで）など制限を超えるため、公道の走行には道路管理者の特殊車両通行許可が必要となる。法定最低速度が定められている高速自動車国道及び一部の自動車専用道路では、最低速度を下回るため走行できない。一部の大型車種については前後に誘導車を付けて、夜間しか走行できない車もある。ほとんどの車両は1人乗りだが、運転席後部に座席を設けた2人乗りの車両も存在する。

## 操作
道路走行やクレーン操作は同じ運転席で行う。車の走行はオートマチックであり、ギアチェンジの煩わしさがないのが特徴である。クレーン装置は、アウトリガーも含めて油圧シリンダーで駆動されている。

## 特徴
- 四輪駆動
- 四輪操舵
- クレーンキャブから走行
- 吊り荷走行[1]

## 能力
ラフテレーンクレーンは、吊り上げ能力が4.9～100tクラス(2018年9月19日 発売）とバリエーションも豊富で、4.9t以下なら小型移動式クレーンと呼ばれている。装備しているブーム（人間の腕のような役割で物を持ち上げるときの基本となる部分）はテレスコピックブーム（伸縮式で基本となるブームの中にサイズの順番ごとにブームが納められている）であるので、ブームの組み立てが不要であり、現場到着後ブームとアウトリガーを伸ばせば作業が即可能な状態になり、また作業終了後ブームとアウトリガーを収納すればそのまま現場から帰ることができる。ブームの起伏はブーム起伏シリンダーによって行われている。
ブームは、長い箱状（四角形、五角形・六角形・八角形、格子型（ラチス式）など）の柱状になっていて、ベース部分から細いものまでが数段階に分けて収められたロッド形状で、ラジオのアンテナのように伸縮するタイプであるので、2段、3段となり先端部分になればなるほど細くなっている。ブームは最大で40mを超えるものがあるが、これを6m〜10mぐらい（クラスによって異なる）までのもとの長さに収めることができるため、公道の走行が可能。ブーム先端にはジブ（ブームを延長するもの）が取り付けられることもある。これによって角度を変えて作業することもでき、また必要に応じて、上部ジブの先端に補助ジブを備えることもできる。ジブは折り曲げてブームの側面などに格納できるものが主流。

## 運転免許
吊り上げ荷重5t以上の移動式クレーン（ラフテレーンクレーンを含む）の運転・操作には移動式クレーン運転士の免許が必要。つり上げ荷重1トン以上5トン未満のものについては、小型移動式クレーン運転技能講習修了が必要、つり上げ荷重0.5トン以上1トン未満のものについては、小型移動式クレーンの運転の業務にかかわる特別教育修了が必要となる。また、公道を走行する際には大型特殊免許が別途必要となる。

## 日本国内保有台数
2013年3月末でのタダノ、加藤製作所、コベルコクレーン、小松製作所の4社の集計値として、日本国内のラフテレーンクレーン保有台数は約31,800台（車検登録している状態のクレーンの合計台数）。

## 主なメーカー
現在製造している会社
- タダノ - 4.9t吊り～100t吊りまでラインナップ。海外向けには145t吊りクラスがある。
- コベルコ建機 - 4.9t吊り～70t吊りまでラインナップ。
- 加藤製作所 - 4.9t吊り～80t吊りまでラインナップ。「ラフター」の愛称で知られる。

かつて製造していた会社
- 小松製作所
- IHI建機
- 日本グローブ